# Kjell Larsson
Kjell Larsson (ur. 26 marca 1943 w Göteborgu, zm. 21 grudnia 2002 w Sztokholmie) – szwedzki polityk, działacz Szwedzkiej Socjaldemokratycznej Partii Robotniczej, w latach 1998–2002 minister środowiska.

## Życiorys
Absolwent nauk politycznych na Uniwersytecie w Göteborgu (1967). Był pracownikiem Svenska byggnadsarbetareförbundet, związku zawodowego branży budowlanej, a następnie etatowym działaczem socjaldemokratów. Zatrudniony później m.in. w urzędzie premiera i w partyjnej frakcji w Riksdagu. Od 1982 do 1991 pełnił funkcję sekretarza stanu w gabinecie Ingvara Carlssona. Później był m.in. dyrektorem generalnym rządowej agencji Exportkreditnämnden.
W październiku 1998 wszedł w skład gabinetu Görana Perssona jako minister środowiska w miejsce Anny Lindh. Stanowisko to zajmował do października 2002.